# خاخامی نظامی
خاخامی نظامی (انگلیسی: Military Rabbinate) خاخام نظامی یا هاتزاویت سپاهی در نیروهای دفاعی اسرائیل است که خدمات مذهبی را به سربازان و یهودیان، همچنین غیر یهودیان، ارائه می‌دهد و در مورد مسائل مذهبی و امور نظامی تصمیم می‌گیرد. خاخام نظامی توسط خاخام ارشد نظامی، که درجه سرتیپ دارد، رهبری می‌شود. خاخام ارشد نظامی فعلی ایال کریم است.
سپاه خاخامی نظامی در سال ۱۹۴۸ تأسیس شد. خاخام نظامی، نهاد مسئول نهادهای مذهبی در ارتش را تشکیل می‌دهد. در هر واحد یا پایگاه نظامی، سربازان خاخام نظامی وجود دارند که مسئولیت تضمین خدمات مذهبی، به ویژه، کاشروت آشپزخانه و نگهداری کنیسه و موجودی آن را بر عهده دارند. سربازان فعال در خدمت می‌توانند از نمایندگان خاخام درخواست کنند که مراسم ازدواج و همچنین مراسم بریت میلا را انجام دهند.
خاخام نظامی مسئول رسیدگی به اجساد سربازان از دیدگاه هلاخا، از جمله شناسایی و کالبدشکافی اجساد و برگزاری مراسم تشییع جنازه نظامی است. خاخام نظامی همچنین در دفن سربازان دشمن و نبش قبر همراه با تبادل زندانیان شرکت می‌کند. پیش از تأسیس سازمان زاکا، این سازمان مسئول درمان قربانیان حملات انتحاری نیز بود. اخیراً، در جریان طرح تخلیه غزه، مسئولیت تخریب گورستان گوش کاتیف به این سازمان واگذار شد.